# Sitabamba
Sitabamba is een stad in Peru en de hoofdplaats van het district Sitabamba in de provincie Santiago de Chuco in het departement La Libertad. De stad ligt ongeveer 140 kilometer ten oosten van de stad Trujillo.